# Антилазер
Антилазер — популярное название когерентного идеального поглотителя, то есть механизма поглощения когерентного светового излучения с определённой длиной волны. При этом энергия излучения преобразуется в тепловую энергию.
Концепция когерентного идеального поглотителя была предложена группой физиков из Йельского университета, возглавляемой Дугласом Стоуном. Physical Review Letters опубликовал её 26 июля 2010 года.
В феврале 2011 года физикам удалось создать первый действующий антилазер. Инфракрасный луч титан-сапфирового лазера разделялся на два, которые при помощи системы зеркал вновь сходились в кремниевой подложке. При определённой разности фаз лучей энергия фотонов «зажатых» в подложке, превращалась в тепловую. Однако этот прототип поглощал только 99,4 % входящего излучения.

## Применение
Разработчики предполагают, что антилазеры могут быть использованы в оптических компьютерах.
Учёным удалось добиться поглощения 99,4 % исходного излучения. Наличие не поглощённого «остатка» объясняется техническим несовершенством экспериментальной установки. Авторы указывают, что антилазеры могут быть востребованы для производства новых типов компьютеров, использующих для производства вычислений не электроны, а фотоны.